# Krzekno Małe
Krzekno Małe – zarośnięte roślinnością bagienną jezioro, obecnie mokradło położone w zachodniej części Pojezierza Zachodniopomorskiego na Równinie Pyrzycko–Stargardzkiej, w Gminie Stare Czarnowo.
Jezioro zaczęło zanikać wskutek przeprowadzonej w I połowie XX wieku melioracji doliny rzeki Krzekna, sytuację pogłębiła eutrofia zbiornika. Obecnie jest to mokradło przez które przepływają wody Dobropolskiego Potoku.